# Anna di Borgogna (delfina del Viennois)
Anna di Borgogna o del Viennois (1255 – Crémieu, 1298) signora de la Tour-du-Pin, dal 1273 e delfina del Viennois e contessa di Albon, contessa di Grenoble, di Oisans, di Briançon, di Embrun e di Gap dal 1282 alla sua morte.

## Origine
Anna, secondo il De Allobrogibus libri novem, era la figlia femmina primogenita del delfino del Viennois e conte di Albon, conte di Grenoble, di Oisans, di Briançon, di Embrun e di Gap, Ghigo VII e della Signora di Faucigny, Beatrice, che, secondo il documento n° 407 del Peter der Zweite Graf von Savoyen, Markgraf in Italien, sein Haus und seine Lande, dello storico, Ludwig Wurstenberger, era l'unica figlia del Conte di Savoia, Conte di Richmond e Lord guardiano dei cinque porti, Pietro II e, come ci conferma il documento n° 583 del Peter der Zweite Graf von Savoyen, Markgraf in Italien, sein Haus und seine Lande, dello storico, Ludwig Wurstenberger, della Signora di Faucigny, Agnese, che era la figlia primogenita di Aimone II, signore di Faucigny (discendente dai Signori di Faucigny e dai Conti di Ginevra) e della moglie di cui non si conoscono né il nome né gli ascendenti.
Ghigo VII del Viennois, secondo il De Allobrogibus libri novem, era il figlio maschio primogenito del delfino del Viennois e conte di Albon, conte di Grenoble, di Oisans e di Briançon e conte consorte di Embrun e di Gap, Andrea Ghigo VI e di Beatrice di Monferrato, che, ancora secondo il De Allobrogibus libri novem, era figlia del Marchese del Monferrato, Guglielmo VI (1173 – 1225) e di Berta di Clavesana(1180 – 1224) che secondo il Regesto dei Marchesi di Saluzzo era figlia di Bonifacio Marchese di Clavesana, citato come suocero di Guglielmo; Beatrice era sorella di Bonifacio II del Monferrato.

## Biografia
Il 27 giugno 1267, suo padre Ghigo VII (Guigo Dalphinus, Vienn. et Albonis comitis) fece testamento e aveva disposto che il suo erede sarebbe stato il figlio maschio primogenito, Giovanni (Johannem filium meum eredem mihi), e in caso di morte di Giovanni le due figlie femmine, Anna e Caterina (Annam et Catharinam filias meas) sotto la tutela della moglie, Beatrice (Beatrix uxor mea).
Suo padre, Ghigo VII, morì nel dicembre 1269 e gli succedette Giovanni, il figlio maschio primogenito, sotto la reggenza della madre, Beatrice di Faucigny, che mantenne la reggenza per circa quattro anni, sino al 1273, quando si sposò in seconde nozze col Visconte di Béarn Gastone VII di Moncade, che era vedovo di Mathe di Matha (†1270 o 1273), viscontessa di Marsan; il contratto di matrimonio fu redatto il 2 aprile 1273.
Dopo il matrimonio della madre, la reggenza del Delfinato fu affidata al Duca di Borgogna e re titolare di Tessalonica, Roberto II di Borgogna, che ebbe anche la tutela delle sorelle di Giovanni, come ci viene confermato dal documento FFF della Histoire de Dauphiné et des princes qui ont porté le nom de dauphins.
Nel 1273, anche Anna si sposò con il barone de la Tour-du-Pin, Umberto I de la Tour-du-Pin, figlio di Alberto IV, barone de la Tour du Pin (1205 – 1259) e di Beatrice di Coligny (1200 – 1241); infatti secondo il documento n° 814 del Peter der Zweite Graf von Savoyen, Markgraf in Italien, sein Haus und seine Lande, dello storico, Ludwig Wurstenberger, era fratello del Signore de la Tour-du-Pin, Alberto V, che secondo il documento n° 4736 del Recueil des chartes de l'abbaye de Cluny. Tome 6, era figlio di Alberto IV, barone de la Tour du Pin e della moglie che, secondo il documento T della Histoire de Dauphiné et des princes qui ont porté le nom de dauphins era Beatrice di Coligny, che era figlia di Ugo I signore di Coligny (1170 – 1205) e di Beatrice d'Albon, che era stata delfina del Viennois e contessa di Albon dal 1168 al 1228.
Il contratto di Matrimonio era stato siglato nel settembre del 1273, con l'approvazione del duca Roberto II.
Suo fratello, Giovanni, morì nel 1282, a causa di una brutta caduta da cavallo, per cui in base al testamento del padre, Anna divenne delfina del Viennois e contessa di Albon.
Nel 1285, Roberto II di Borgogna avanzò delle pretese sul Delfinato, che vennero risolte con la concessione di un territorio a Roberto II, ed anche per l'intervento del re di Francia, Filippo IV il Bello, a favore di Umberto e Anna.
Nel 1289, Anna ed il marito ottengono la conferma di un territorio dal Re dei Romani, Rodolfo I d'Asburgo.
Nel 1296, confermando una donazione all'abbazia di Notre-Dame de Léoncel, Anna si cita come delfina del Viennois e contessa di Albon e signora de la Tour-du-Pin(Anna dalphina Viennensis et Albonensis comtissa dominaque de Turre).
Anna secondo il De Allobrogibus libri novem, morì nel 1298, nella certosa di Salettes a Crémieu, dove fu sepolta, ed il marito a cui aveva ceduto il titolo di Delfino continuò a governare da solo.

## Figli
Anna a Umberto diede nove figli:
- Giovanni II (prima del 1277 - † 1319), delfino del Viennois[20];
- Ugo (prima del 1285 - † 1329), barone di Faucigny, che sposò nel 1306 Maria di Savoia, figlia di Amedeo V di Savoia e di Maria di Brabante[21]
- Ghigo[22] († 1319), signore di Montauban, marito di Beatrice Del Balzo, dei conti di Avellino, Signora di Mirabel, Vinsobres e Nyon.
- Alice (1280 – 1309), andata sposa nel 1296 a Giovanni I di Forez (1275 – 1333)[22];
- Maria († dopo il 1355), andata sposa ad Aimaro di Poitiers-Valentinois[22];
- Margherita, andata sposa nel 1303 a Federico I del Vasto (1287 – 1336), marchese di Saluzzo[22];
- Beatrice (1275 – 1347), andata sposa nel 1312 ad Ugo di Chalon, (1288 – 1322), signore d'Arlay[23];
- Enrico (1296 – † dopo il 1328), vescovo di Metz[22], dal 1316 al 1325;
- Caterina († 1337), andata sposa nel 1312 a Filippo (1278 – 1334), principe di Piemonte e di Savoia-Acaia[22].

## Ascendenza
|                        |                     |                             | Genitori                   |  |  | Nonni |  |  | Bisnonni            |  |  | Trisnonni             |  |
|                        |                     |                             |                            |  |  |       |  |  | Ugo III di Borgogna |  |  | Oddone II di Borgogna |  |
|                        |                     |                             |                            |  |  |       |  |  | Ugo III di Borgogna |  |  | Oddone II di Borgogna |  |
|                        |                     | Maria di Blois              |                            |  |  |       |  |  | Ugo III di Borgogna |  |  |                       |  |
| Ghigo VI del Viennois  |                     |                             |                            |  |  |       |  |  | Ugo III di Borgogna |  |  |                       |  |
|                        |                     | Beatrice d'Albon            | Ghigo V d'Albon            |  |  |       |  |  |                     |  |  |                       |  |
|                        |                     | Beatrice d'Albon            | Ghigo V d'Albon            |  |  |       |  |  |                     |  |  |                       |  |
|                        |                     | Beatrice d'Albon            | Beatrice del Monferrato    |  |  |       |  |  |                     |  |  |                       |  |
| Ghigo VII del Viennois |                     | Beatrice d'Albon            |                            |  |  |       |  |  |                     |  |  |                       |  |
|                        |                     | Guglielmo VI del Monferrato | Bonifacio I del Monferrato |  |  |       |  |  |                     |  |  |                       |  |
|                        |                     | Guglielmo VI del Monferrato | Bonifacio I del Monferrato |  |  |       |  |  |                     |  |  |                       |  |
|                        |                     | Guglielmo VI del Monferrato | Elena del Bosco            |  |  |       |  |  |                     |  |  |                       |  |
| Beatrice di Monferrato |                     | Guglielmo VI del Monferrato |                            |  |  |       |  |  |                     |  |  |                       |  |
|                        |                     | Berta di Clavesana          | Bonifacio di Clavesana     |  |  |       |  |  |                     |  |  |                       |  |
|                        |                     | Berta di Clavesana          | Bonifacio di Clavesana     |  |  |       |  |  |                     |  |  |                       |  |
|                        |                     | Berta di Clavesana          | …                          |  |  |       |  |  |                     |  |  |                       |  |
| Anna di Borgogna       |                     | Berta di Clavesana          |                            |  |  |       |  |  |                     |  |  |                       |  |
|                        | Tommaso I di Savoia | Umberto III di Savoia       |                            |  |  |       |  |  |                     |  |  |                       |  |
|                        | Tommaso I di Savoia | Umberto III di Savoia       |                            |  |  |       |  |  |                     |  |  |                       |  |
|                        | Tommaso I di Savoia | Beatrice di Mâcon           |                            |  |  |       |  |  |                     |  |  |                       |  |
| Pietro II di Savoia    | Tommaso I di Savoia |                             |                            |  |  |       |  |  |                     |  |  |                       |  |
|                        |                     | Margherita di Ginevra       | Guglielmo I di Ginevra     |  |  |       |  |  |                     |  |  |                       |  |
|                        |                     | Margherita di Ginevra       | Guglielmo I di Ginevra     |  |  |       |  |  |                     |  |  |                       |  |
|                        |                     | Margherita di Ginevra       | Beatrice di Faucigny       |  |  |       |  |  |                     |  |  |                       |  |
| Beatrice di Savoia     |                     | Margherita di Ginevra       |                            |  |  |       |  |  |                     |  |  |                       |  |
|                        |                     | Aimone II di Faucigny       | Enrico di Faucigny         |  |  |       |  |  |                     |  |  |                       |  |
|                        |                     | Aimone II di Faucigny       | Enrico di Faucigny         |  |  |       |  |  |                     |  |  |                       |  |
|                        |                     | Aimone II di Faucigny       | Contessa di Ginevra        |  |  |       |  |  |                     |  |  |                       |  |
| Agnese di Faucigny     |                     | Aimone II di Faucigny       |                            |  |  |       |  |  |                     |  |  |                       |  |
|                        |                     | Beatrice d'Auxonne ?        | Stefano d'Auxonne          |  |  |       |  |  |                     |  |  |                       |  |
|                        |                     | Beatrice d'Auxonne ?        | Stefano d'Auxonne          |  |  |       |  |  |                     |  |  |                       |  |
|                        |                     | Beatrice d'Auxonne ?        | Beatrice di Chalon         |  |  |       |  |  |                     |  |  |                       |  |
|                        |                     | Beatrice d'Auxonne ?        |                            |  |  |       |  |  |                     |  |  |                       |  |

### Fonti primarie
- (LA)  De Allobrogibus libri novem.
- (LA)  Peter der Zweite Graf von Savoyen, Markgraf in Italien, sein Haus und seine Lande.
- (LA)  Regesto dei Marchesi di Saluzzo.
- (LA)  Recueil des chartes de l'abbaye de Cluny. Tome 6.
- (LA)  Cartulaire de Hugues de Chalon (1220-1319).
- (LA)  Cartulaire de l'abbaye de Notre-Dame de Léoncel.
- (LA, FR)  Histoire de Dauphiné et des princes, tome I.
- (LA, FR)  Histoire de Dauphiné et des princes, Tome II.

### Letteratura storiografica
- (FR)  Histoire generale de Dauphiné. Par Nicolas Chorier, Pag 858